# Michel Bouquet (actor)
Michel Bouquet (n. 6 noiembrie 1925, Paris, Île-de-France, Franța – d. 13 aprilie 2022, Paris, Métropole du Grand Paris, Franța) a fost un actor francez de film. El a apărut în peste 100 de filme din anul 1947.

## Filmografie selectivă

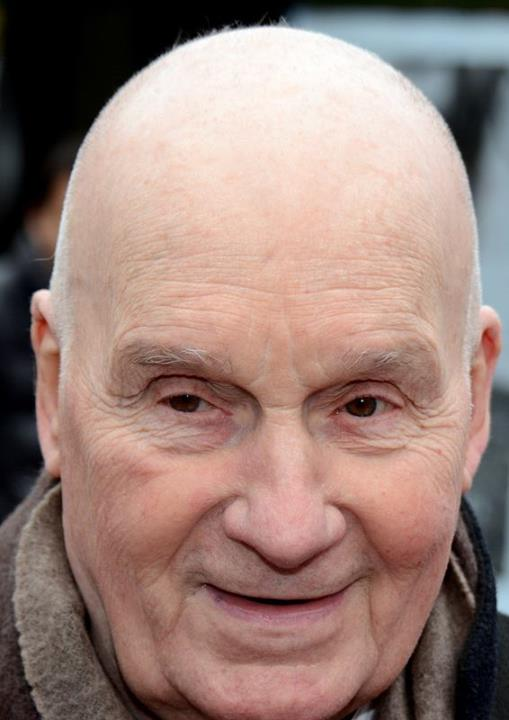
Michel Bouquet în 2014

- 1947 Monsieur Vincent, regia Maurice Cloche
- 1947 Brigade criminelle, regia Gilbert Gil
- 1948 Manon, de Henri-Georges Clouzot
- 1951 De doi bani violete (Deux sous de violettes), regia Jean Anouilh
- 1955 Turnul Nesle (La Tour de Nesle) de Abel Gance
- 1959 Katia de Robert Siodmak
- 1964 Prietenii intime (Les Amitiés particulières) de Jean Delannoy
- 1965 Tigrul se parfumează cu dinamită (Le Tigre se parfume à la dynamite) de Claude Chabrol
- 1967 Drumul spre Corint (La Route de Corinthe) de Claude Chabrol
- 1967 Lamiel de Jean Aurel
- 1967 Mireasa era în negru (La mariée était en noir) de François Truffaut
- 1968 Sirena de pe Mississippi (La Sirène du Mississippi) de François Truffaut
- 1968 La Femme infidèle de Claude Chabrol
- 1969 Le Dernier Saut d'Édouard Luntz
- 1970 Borsalino de Jacques Deray
- 1970 Comptes à rebours de Roger Pigaut
- 1970 Ruptura (La Rupture) de Claude Chabrol
- 1970 Un comisar (Un condé) de Yves Boisset
- 1971 La căderea nopții (Juste avant la nuit) de Claude Chabrol
- 1971 Dispoziție schimbătoare (L'Humeur vagabonde) de Édouard Luntz
- 1972 Zbor de noapte spre Moscova (Le Serpent), regia Henri Verneuil
- 1972 Atentatul (L'Attentat) de Yves Boisset
- 1972 Nu iese fum fără foc (Il n'y a pas de fumée sans feu) de André Cayatte
- 1973 Doi oameni în oraș (Deux hommes dans la ville), regia José Giovanni
- 1973 Franța, societate anonimă (France société anonyme) de Alain Corneau
- 1973 Condoleanțe și felicitări (Les grands sentiments font les bons gueuletons) de Michel Berny
- 1973 Défense de savoir de Nadine Trintignant
- 1974 Salutări, pe luni (Bons baisers... à lundi) de Michel Audiard
- 1976 Jucăria (Le Jouet) de Francis Veber
- 1978 Ordinea și securitatea lumii (L'Ordre et la sécurité du monde) de Claude d'Anna
- 1978 Din rațiuni de stat (La Raison d'État) de André Cayatte
- 1982 Mizerabilii (Les Misérables) de Robert Hossein
- 1984 Pui cu oțet (Poulet au vinaigre) de Claude Chabrol
- 1990 Toto eroul (Toto le héros) de Jaco Van Dormael
- 1992 Sub semnul poruncii (Il Segno del comando) de Giulio Questi
- 1994 Élisa de Jean Becker
- 2001 Cum l-am ucis pe tata (Comment j'ai tué mon père) d'Anne Fontaine
- 2003 Cotletele (Les Côtelettes), de Bertrand Blier
- 2004 După-amiaza domnului Andesmas (L'Après-midi de Monsieur Andesmas), de Michelle Porte
- 2010 Camera mică (La Petite Chambre) de Stéphanie Chuat și Véronique Reymond

## Legături externe
- Materiale media legate de Michel Bouquet la Wikimedia Commons
- Michel Bouquet la Internet Movie Database
- Michel Bouquet la Allmovie